# Позиційний кут

Ілюстрація того, як позиційний кут оцінюється через окуляр телескопа; головна зірка знаходиться в центрі.

В астрономії позиційний кут (зазвичай скорочено PA) є умовою для вимірювання кутів на небі. Міжнародний астрономічний союз визначає його як кут, виміряний відносно північного небесного полюса (NCP), який перетворюється на позитивний у напрямі прямого сходження. У стандартних (неперевернутих) зображеннях це міра проти годинникової стрілки відносно осі в напрямку додатного відмінювання.
У випадку подвійних зірок, які спостерігаються візуально, це визначається як кутове зміщення вторинної зірки від первинної відносно північного небесного полюса.
Як ілюструє приклад, якщо спостерігати гіпотетичну подвійну зірку з PA 135°, це означає, що уявна лінія в окулярі, проведена від північного небесного полюса до основного (P), буде зміщена відносно вторинного (S), наприклад що кут NCP-P-S буде 135°.
Під час побудови візуальних подвійних зображень NCP, як на ілюстрації, зазвичай малюється від центральної точки (початку), яка є Первинною – донизу, тобто з північчю внизу – а PA вимірюється проти годинникової стрілки. Крім того, напрямок власного руху можна, наприклад, задати його позиційним кутом.
Визначення позиційного кута також застосовується до великих об’єктів, таких як галактики, де воно відноситься до кута між великою віссю об’єкта та лінією NCP.

## Мореплавство
Концепція позиційного кута успадкована від морської навігації в океанах, де оптимальним курсом за компасом є курс від відомого положення s до цільового положення t з мінімальними зусиллями. Якщо не враховувати вплив вітрів і океанських течій, оптимальний курс – це курс найменшої відстані між двома точками на поверхні океану. Обчислення курсу за компасом відоме як обернена задача геодезичних.
У цій статті розглядається лише абстракція мінімізації відстані між s і t, що рухаються по поверхні сфери з деяким радіусом R: у якому напрямку кута p відносно півночі має рухатися судно, щоб досягти цільового положення?

### Глобальна геоцентрична система координат

Позиційний кут точки t у точці s — це кут, під яким зелене та штрихове великі кола перетинаються в s. Стрілками позначені одиничні напрямки u_{E}, u_{N} і вісь обертання ω.

Детальна оцінка оптимального напрямку можлива, якщо поверхню моря апроксимувати поверхнею сфери. Стандартне обчислення розміщує судно на геодезичній широті φs і геодезичній довготі λs, де φ вважається позитивним, якщо на північ від екватора, і де λ вважається позитивним, якщо на схід від Гринвіча. У глобальній системі координат із центром у центрі сфери декартові компоненти є
{\displaystyle {\mathbf {s} }=R\left({\begin{array}{c}\cos \varphi _{s}\cos \lambda _{s}\\\cos \varphi _{s}\sin \lambda _{s}\\\sin \varphi _{s}\end{array}}\right)}
і цільова позиція
{\displaystyle {\mathbf {t} }=R\left({\begin{array}{c}\cos \varphi _{t}\cos \lambda _{t}\\\cos \varphi _{t}\sin \lambda _{t}\\\sin \varphi _{t}\end{array}}\right).}
Північний полюс знаходиться на
{\displaystyle {\mathbf {N} }=R\left({\begin{array}{c}0\\0\\1\end{array}}\right).}
Мінімальна відстань d — це відстань уздовж великого кола, яке проходить через s і t. Він обчислюється в площині, яка містить центр сфери та велике коло,
{\displaystyle d_{s,t}=R\theta _{s,t}}
де θ — кутова відстань двох точок, що дивляться з центру сфери, виміряна в радіанах. Косинус кута обчислюється скалярним добутком двох векторів
{\displaystyle \mathbf {s} \cdot \mathbf {t} =R^{2}\cos \theta _{s,t}=R^{2}(\sin \varphi _{s}\sin \varphi _{t}+\cos \varphi _{s}\cos \varphi _{t}\cos(\lambda _{t}-\lambda _{s}))}
Якщо корабель прямує прямо до Північного полюса, відстань шляху дорівнює
{\displaystyle d_{s,N}=R\theta _{s,N}=R(\pi /2-\varphi _{s})}
Якщо корабель рушає з точки t і пливе прямо до Північного полюса, відстань шляху становить
{\displaystyle d_{t,N}=R\theta _{t,n}=R(\pi /2-\varphi _{t})}

## Подальше читання
- Birney, D. Scott; Gonzalez, Guillermo; Oesper, David (2007). Observational Astronomy. Cambridge University Press. с. 75. ISBN 978-0-521-85370-5.